# Leon Benko
Leon Benko [lɛɔn bɛnkɔ] (* 11. November 1983 in Varaždin, SFR Jugoslawien) ist ein ehemaliger kroatischer Fußballspieler.

## Karriere
Ab der Saison 2003/04 spielte der Stürmer in der 1. kroatischen Liga für seinen Jugendverein NK Varteks Varaždin und wurde dort zur Saison 2004/05 zum Stammspieler. In der Saison 2005/06 trug er mit seinen 14 Toren in 26 Spielen maßgeblich zum dritten Platz seiner Mannschaft in der Meisterschaft bei. Zuvor hatte er im UI-Cup im Sommer 2005 bereits in fünf Spielen sechs Tore geschossen. Für den Verein bestritt er in drei Spielzeiten insgesamt 68 Erstligaspiele und schoss dabei 18 Tore.
Der Linksaußen war außerdem ein wichtiger Spieler in der kroatischen U21-Nationalmannschaft. Er wurde 2013 bei einem Freundschaftsturnier in Hongkong zweimal in der A-Nationalmannschaft eingesetzt.
Zur Saison 2006/07 wechselte Leon Benko in die Fußball-Bundesliga zum 1. FC Nürnberg, wo er einen Vertrag bis 2010 unterschrieben hat. Beim Club konnte er sich aber nicht durchsetzen und kam nur als Ersatzspieler gelegentlich zum Einsatz. Wurde er im ersten Jahr immerhin noch sieben Mal eingewechselt, reichte es im Jahr darauf nur noch zu drei Kurzeinsätzen, ohne dass ihm dabei ein Tor gelang. Benkos Höhepunkt der Saison 2007/08 waren seine vier UEFA-Pokal-Einsätze und insbesondere sein Ausgleichstreffer zum 2:2-Endstand am 29. November 2007 gegen den späteren Pokalsieger Zenit Sankt Petersburg nur zwei Minuten nach seiner Einwechslung. Am Ende der Saison 2007/08 stand der Abstieg des 1. FC Nürnberg in die 2. Bundesliga und Benko wechselte nach Belgien zu Standard Lüttich. Bereits ein Jahr später wechselte er innerhalb Belgiens zum KV Kortrijk. Dort blieb er ebenfalls nur ein Jahr; nachdem er in seiner kroatischen Heimat und in Saudi-Arabien gespielt hatte, wechselte Benko 2012 zu HNK Rijeka. Für seinen Verein erzielte er im August 2013 gegen den VfB Stuttgart zwei wichtige Tore, die Rijeka über die Playoff-Spiele den Einzug in die Europa League sicherten. In der Europa League stand er dann bei allen sechs Gruppenspielen auf dem Platz.
Ein Jahr später wechselte Benko nach China zu Dalian Aerbin, bereits ein halbes Jahr später folgte der Wechsel zum FK Sarajevo. Dort blieb er zwei Jahre, ehe er zu NK Olimpija Ljubljana in Slowenien wechselte. In der Saison 2017/18 trug er mit drei Toren in 20 Einsätzen zur Meisterschaft des Vereins bei. Im selben Jahr wechselte er dann zum kroatischen Zweitligisten NK Varaždin. Dort spielte er drei Jahre, ehe er im August 2021 ablösefrei zum Viertligisten NK Varteks wechselte.

## Erfolge
- DFB-Pokalsieger: 2007
- Belgischer Meister: 2009
- Kroatischer Pokalsieger: 2014
- Bosnisch-Herzegowinischer Meister: 2015
- Slowenischer Meister: 2018